# Коморські Острови на Чемпіонаті світу з легкої атлетики 2017
Коморські Острови на Чемпіонаті світу з легкої атлетики 2017, що проходив з 4 по 13 серпня 2017 року в Лондоні (Велика Британія) були представлені 1 спортсменом.

## Результати

### Чоловіки
Трекові і шосейні дисципліни
| Спортсмен            | Дисципліна | Попередній раунд | Попередній раунд | Забіги    | Забіги | Півфінал  | Півфінал | Фінал     | Фінал |
| Спортсмен            | Дисципліна | Результат        | Місце            | Результат | Місце  | Результат | Місце    | Результат | Місце |
| -------------------- | ---------- | ---------------- | ---------------- | --------- | ------ | --------- | -------- | --------- | ----- |
| Амбдул Карім Ріффайн | 100 м      | 10.59            | 4 q              |           |        |           |          |           |       |